# Paul Malakwen Kosgei
Paul Malakwen Kosgei (22 april 1978) is een Keniaanse langeafstandsloper, die gespecialiseerd is in het lopen van wegwedstrijden.
Paul Kosgei is getrouwd en heeft twee kinderen.

## Titels
- Wereldkampioen halve marathon - 2002
- Wereldkampioen veldlopen korte afstand - 1998, 1999
- Afrikaans kampioen 10.000 m - 2002
- Keniaans kampioen 10.000 m - 2002

## Persoonlijke records
Baan
| Onderdeel      | Prestatie | Datum            | Plaats      |
| -------------- | --------- | ---------------- | ----------- |
| 3000 m         | 7.39,15   | 28 juni 2000     | Athene      |
| 5000 m         | 13.05,44  | 28 juli 2000     | Oslo        |
| 10.000 m       | 27.21,56  | 5 september 2003 | Brussel     |
| 2000 m steeple | 5.19,78   | 20 juni 1998     | La Spezia   |
| 3000 m steeple | 8.07,13   | 3 juli 1999      | Saint-Denis |

Weg
| Onderdeel      | Prestatie | Datum           | Plaats        |
| -------------- | --------- | --------------- | ------------- |
| 10 km          | 27.34     | 31 maart 2002   | La Courneuve  |
| 15 km          | 42.12     | 2 april 2006    | Berlijn       |
| 20 km          | 56.05     | 2 april 2006    | Berlijn       |
| halve marathon | 59.07     | 2 april 2006    | Berlijn       |
| 25 km          | 1:12.45   | 9 mei 2004      | Berlijn       |
| 30 km          | 1:30.22   | 21 oktober 2007 | Amsterdam     |
| marathon       | 2:09.15   | 6 april 2008    | Parijs        |
| 5 Eng. mijl    | 22:33     | 6 oktober 2002  | South Shields |

## Palmares

### 5000 m
- 2000: 5e Live 2000 in Nürnberg - 13.07,42
- 2000:  Tofalia in Patra - 13.26,75
- 2001:  Nacht van de Atletiek - 13.09,27
- 2001:  DN Galan - 13.06,29
- 2002:  WK militairen - 13.20,92
- 2002:  Wereldbeker in Madrid - 13.31,71

### 10.000 m
- 2000: 5e Keniaanse Olympic Trials in Nairobi - 28.06,66
- 2001:  Keniaanse kamp. in Nairobi - 27.51,87
- 2001: 7e WK - 27.57,56
- 2002:  Afrikaanse Militaire Spelen in Nairobi - 28.38,0
- 2002:  Keniaanse kamp. in Nairobi - 27.44,14
- 2002:  Gemenebestspelen - 27.45,46
- 2002:  Afrikaanse kamp. in Tunis - 28.44,81
- 2002:  WK militairen in Tivoli - 28.21,48

### 10 km
- 1997:  Giro Medio Blenio in Dongio - 28.40
- 1997:  Boclassic International Silvesterlauf in Bolzano - 28.09
- 1998:  Giro Media Blenio in Dongio - 28.37
- 1998:  Corsa di San Silvestro Boclassic in Bolzano - 28.09,7
- 1999:  Giro Media Blenio in Dongio - 28.39,0
- 1999:  San Silvestro Boclassic in Bolzano - 28.29
- 2000:  Parelloop - 27.38
- 2000:  Giro Media Blenio in Dongio - 29.06,0
- 2000:  Giro Citta di Arco - 28.16
- 2001:  Giro Media Blenio in Dongio - 28.13,4
- 2002:  Internationaux de la Seine St Denis in La Courneuve - 27.34
- 2002:  Peachtree Road Race in Atlanta - 27.36
- 2002:  Run London in Londen - 28.23
- 2002:  Corrida van Houilles - 28.03
- 2002:  San Silvestro Boclassic in Bolzano - 29.07,4
- 2003:  Counseil General in Marseille - 28.22
- 2004:  World's Best in San Juan - 28.04,8
- 2004:  Giro Media Blenio in Dongio - 28.52,0
- 2004:  Carrera Internacional Abraham Rosa in Toa Baja - 28.43,0
- 2005: 5e Rostocker CityLauf - 30.36
- 2006:  Nike Cursa de Bombers in Barcelona - 27.48
- 2007:  Memorial Peppe Greco in Scicli - 29.04
- 2007:  Corrida van Houilles - 28.02

### 15 km
- 2001:  Puy-en-Velay - 42.43
- 2002:  Utica Boilermaker - 43.22
- 2004:  Puy-en-Velay - 43.27

### 10 Eng. mijl
- 2004: 12e Dam tot Damloop - 49.00

### halve marathon
- 2002:  WK in Brussel - 1:00.39
- 2002:  Great North Run - 59.58
- 2002:  halve marathon van Lagos - 1:03.50
- 2003: 4e Great North Run - 1:02.00
- 2004: 5e halve marathon van Lissabon - 59.58
- 2006:  halve marathon van Berlijn - 59.07
- 2007: 4e halve marathon van Nyeri - 1:02.44
- 2008: 4e halve marathon van Rotterdam - 59.36,6
- 2014: 5e Route du Vin - 1:04.45

### 25 km
- 2004:  25 km van Berlijn - 1:12.45

### marathon
- 2007: 14e marathon van Hamburg - 2:14.15
- 2007: 10e marathon van Amsterdam - 2:09.30,2
- 2008: 8e marathon van Parijs - 2:09.15
- 2009: 11e marathon van Los Angeles - 2:21.10
- 2009: 6e marathon van Reims - 2:13.42
- 2010:  marathon van Carpi - 2:09.00
- 2011: 11e marathon van Rome - 2:13.57
- 2011: 5e marathon van Rio de Janeiro - 2:20.43
- 2012: 6e marathon van Sint-Petersburg - 2:21.22
- 2015: 34e marathon van Mungyeong - 2:34.09

### veldlopen
- 1997:  WK voor junioren in Turijn - 24.29
- 1998:  Keniaanse kamp. in Nairobi - 12.04
- 1998:  WK in Marrakech - 10.50
- 1999:  WK in Belfast - 12.31
- 2000:  WK in Vilamoura - 11.15
- 2001:  Keniaanse kamp. in Nairobi - 36.29
- 2001: 5e WK in Oostende - 40.09

### 3000 m steeple
- 1997: 8e Grand Prix Finale - 8.27,67
- 1999: 7e WK - 8.17,55
- 1999: 5e Grand Prix Finale - 8.12,89

2000 Paul Tergat ·
2001 Haile Gebrselassie ·
2002 Paul Malakwen Kosgei ·
2003 Martin Lel ·
2004 Paul Kirui ·
2005 Fabiano Joseph Naasi ·
2006 Zersenay Tadese ·
2007 Zersenay Tadese ·
2008 Zersenay Tadese ·
2009 Zersenay Tadese · 
2010 Wilson Kiprop ·
2012 Zersenay Tadese ·
2014 Geoffrey Kamworor ·
2016 Geoffrey Kamworor ·
2018 Geoffrey Kamworor